# Liolaemus chacabucoense
Liolaemus chacabucoense — вид ігуаноподібних ящірок родини Liolaemidae. Мешкає в Чилі і Аргентині.

## Поширення і екологія
Liolaemus chacabucoense мешкають в долині річки Чакабуко в чилійському регіоні Айсен, а також на заході аргентинської провінції Санта-Крус. Вони живуть в степах Патагонії, на висоті 600 м над рівнем моря. Живляться комахами.